# Тракт

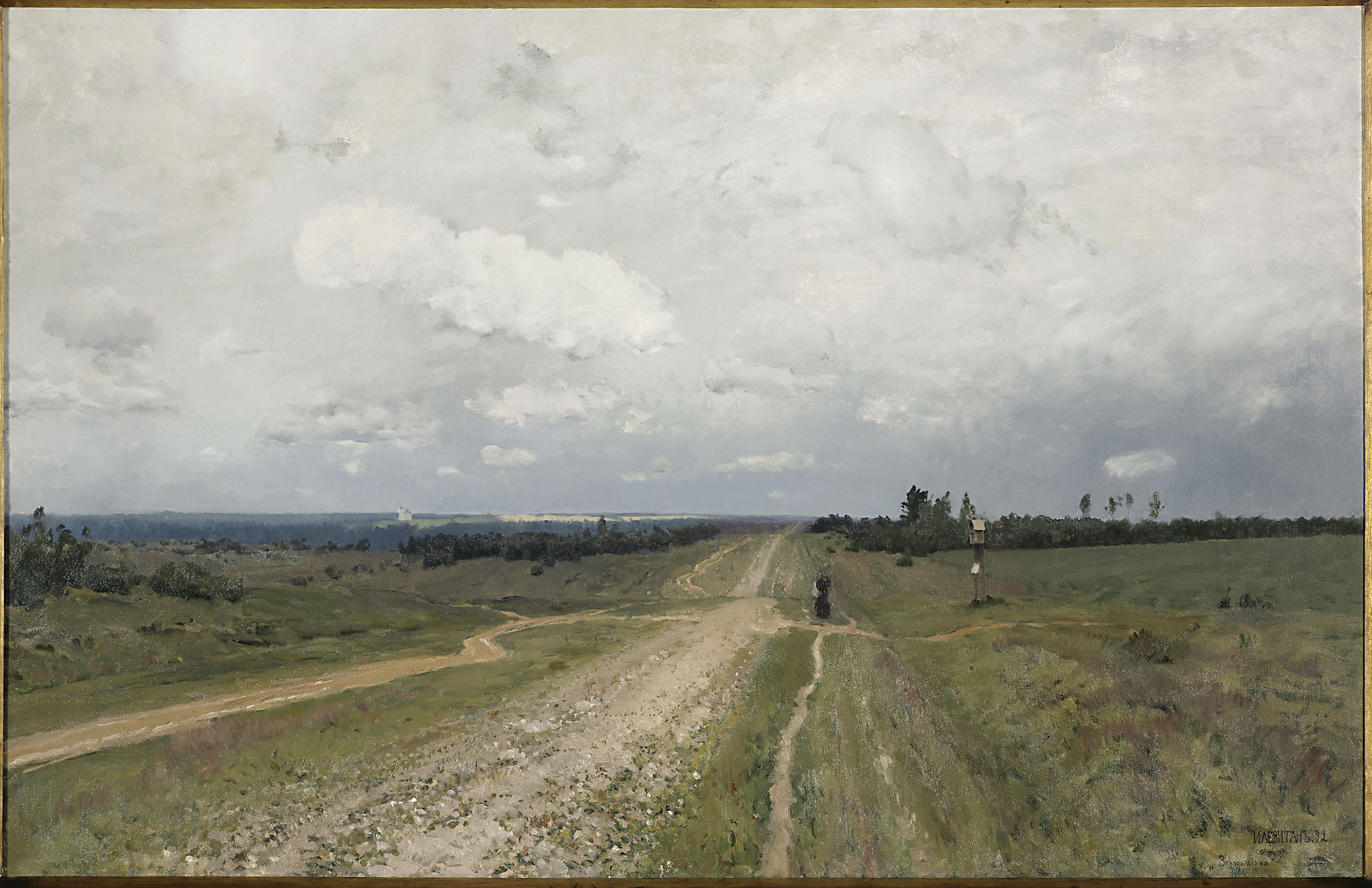
Владимирский тракт
«Владимирка», И. Левитан, 1892 год.

Тракт (нем. Trakt «большая дорога» от лат. tractus «волочение» от traho — «тащу») — устаревший термин для обозначения транспортной дороги, улучшенной грунтовой дороги, а также вообще большой наезженной дороги (большака), соединяющей важные населённые пункты (в отличие от просёлочной, соединяющей сёла и деревни).
Название «тракт» имеют некоторые современные улицы (адресные объекты).

## История
В Российской империи почтовые дороги, получившие с XVIII века название почтовых трактов, подлежали измерению в верстах, для чего на них ставились верстовые столбы.
По трактам шли регулярные перевозки пассажиров, грузов и почты. В последнем случае тракт назывался почтовым трактом, и для перевозки почты на нём были организованы почтовые станции.
Элементами инфраструктуры тракта помимо почтовых станций были постоялые дворы (трактиры, корчмы и шинки) — придорожные гостиницы с харчевнями. Интенсивное движение способствовало тому, что вдоль тракта появлялись жилища и населённые пункты, что давало толчок развитию городов.
Чумацкие тракты (шляхи) шли: на Одессу через Екатеринослав и Воронеж; в Крым — через Коломак, Карловку, Кочерижки, Карабиновку, Михайловку, Тимашевку, Сырогозы и Перекоп; на Дон — через Коломак, Берестянку, Корниевку, Гришино, Родивку до Ростова. Из Слободской Украины чумаки доходили на север до Москвы и на северо-востоке до Нижнего-Новгорода.
В Полтавской губернии России тракты (транспортные дороги), постоялые дворы и корчмы на них, по которым двигались чумаки на юг за рыбой и солью, назывались ромоданами.

## Тракты
В России имелись следующие тракты (представлены не все):
- Галицкий тракт[5];
- Чойринский тракт[6];
- Бирский тракт[7];
- Богословский тракт[8];
- и другие.

## Современность
В начале XIX века дороги с искусственным твёрдым покрытием стали называться шоссе. В Сибири и на Урале продолжают называть дороги трактами: главным образом это связано с памятью об историческом маршруте Сибирский тракт, проходившем через всю Россию и соединявшим её с Китаем. Названия Сибирский тракт и Московский тракт («обратный Сибирскому») носят улицы нескольких городов.
Трактами принято называть магистральные выезды из Екатеринбурга: помимо Сибирского и Московского трактов, там имеются Серовский тракт, Кольцовский тракт, Челябинский тракт, Полевской тракт, Арамильский тракт и другие; Челябинска: Бродокалмакский, Свердловский, Троицкий, Уфимский; Тюмени: Московский, Ирбитский, Салаирский, Велижанский, Старый Тобольский, Новый Тобольский, Ялуторовский, Червишевский тракты; Омска: Красноярский тракт, Русско-Полянский тракт, Пушкинский тракт, Тюкалинский тракт; Барнаула: Павловский, Змеиногорский, Новосибирский, Лесной.
В Казахстане смотрите Категория:Тракты Алматинской области и города Алма-Аты.